# Vieja Guardia Agrarista
Vieja Guardia Agrarista es una localidad del municipio de Huimanguillo ubicado en la subregión de la Chontalpa del estado mexicano de Tabasco.

## Geografía
La localidad de Vieja Guardia Agrarista se sitúa en las coordenadas geográficas 17°46′48″N 93°55′46″O / 17.780000, -93.929444, a una elevación de 28 metros sobre el nivel del mar.

## Demografía
Según el Conteo de Población y Vivienda 2020, efectuado por el Instituto Nacional de Estadística y Geografía, la localidad de Vieja Guardia Agrarista tiene 100 habitantes, de los cuales 42 son del sexo masculino y 58 del sexo femenino. Su tasa de fecundidad es de 2.73 hijos por mujer y tiene 29 viviendas particulares habitadas.
| Gráfica de evolución demográfica de Vieja Guardia Agrarista entre 1990 y 2020 |
|                                                                               |
| INEGI.                                                                        |